# أندرياس سيمون
أندرياس سيمون (بالمجرية: Simon András)‏ (30 مارس 1990 سالجوتارجان المجر - ) هو لاعب كرة قدم مجري يلعب كمهاجم.

## روابط خارجية
- أندرياس سيمون على موقع الاتحاد الأوربي (الإنجليزية)
- أندرياس سيمون على موقع قاعدة بيانات كرة القدم.إي يو (الإنجليزية)
- أندرياس سيمون على موقع Soccerway.com (الإنجليزية)